# Richard Rorty
Richard McKay Rorty (New York, 4 oktober 1931 - Palo Alto (Californië), 8 juni 2007) was een Amerikaanse filosoof. Hij had een lange academische carrière, met aanstellingen aan de Princeton-universiteit, universiteit van Virginia en de Stanford University. Rorty stond sceptisch ten aanzien van de mogelijkheid om van de filosofie door middel van taalkundige analyses een exacte wetenschap te maken. In 1979 publiceerde hij zijn hoofdwerk, Philosophy and the Mirror of Nature, waarin hij afstand neemt van de analytische methode. In plaats daarvan stelde hij een vorm van pragmatisme voor.

## Filosofie
Hij probeerde in zijn werk de pretenties te ontmaskeren van filosofen die een algemene fundering geven aan onze kennis, onze moraal of identiteit. Rorty beschouwde zichzelf eerder als een commentator op actuele ontwikkelingen in de filosofie dan als iemand die zelf filosofische theorieën ontwikkelt.
Volgens de analytische filosofie moeten filosofen zich onderscheiden door een bepaalde systematische manier van analyseren van problemen en correct taalgebruik. Onhelder denken hangt, volgens de analytisch filosofen, ten nauwste samen met onhelder taalgebruik. In de traditie van de twintigste-eeuwse Angelsaksische analytische filosofie hield hij zich voornamelijk bezig met kentheoretische en taalfilosofische kwesties. Daarin onderscheidt hij twee soorten problemen:
- Echte filosofische problemen (logisch oplosbaar) en
- Pseudo-filosofische problemen (niet met logische en wetenschappelijke middelen oplosbaar, bijvoorbeeld de zin van het menselijk bestaan, het wezen van de natuur en goddelijke eigenschappen van de ziel)

Rorty's dissertatie, The Concept of Potentiality en zijn eerste boek (als redacteur), The Linguistic Turn (1967), werden nog geschreven volledig via de analytische methode. Langzamerhand werd hij echter vertrouwd met de Amerikaanse filosofische stroming van het pragmatisme, voornamelijk met het werk van John Dewey. Ook het eerdere werk van analytische filosofen als W.V.O. Quine en Wilfrid Sellars zorgden ervoor dat het denken van Rorty sterk verschoof. Dit kwam sterk tot uiting in zijn volgende boek, Philosophy and the Mirror of Nature (1979).

### Philosophy and the Mirror of Nature
In Philosophy and the Mirror of Nature (1979), betoogt Rorty dat het centrale probleem van de moderne epistemologie afhangt van een idee van de geest als iets dat poogt zo correct mogelijk een externe realiteit te representeren (of "spiegelen", to mirror). De voornaamste episoden in de ontwikkeling van filosofie als kentheorie zijn volgens Rorty:
- René Descartes scheidde materie en geest en bewees dat we over beide tot zekere kennis kunnen komen.
- John Locke lanceerde het idee van een kentheorie die niet-empirische kennis over de werking van de geest kan leveren.
- Immanuel Kant bewees dat de door ons ervaren werkelijkheid een functie is van de geest.

Als we echter deze metafoor opgeven, dan zien we dat de traditionele foundationalistische epistemologie op verkeerde gronden is gebaseerd. Een foundationalist stelt dat - om de oneindige regressie, die eigen is aan de idee dat elke overtuiging moet gerechtvaardigd worden door andere overtuigingen, te ontwijken - er bepaalde overtuigingen zijn die zichzelf rechtvaardigen en zo de basis (foundation) vormen van alle kennis.
Er zijn twee vormen van foundationalisme die worden bekritiseerd in dit werk. Op epistemologisch vlak bekritiseert Rorty de pogingen om kennis te funderen en te rechtvaardigen met behulp van een aantal fundamenten (dit zijn stellingen die vanzelfsprekend zijn). Hij doet hierbij beroep op Sellars kritiek op de idee dat er iets "gegeven" (The Myth of the Given) is via zintuiglijke waarneming, en combineert dit met Quine's kritiek van het onderscheid tussen analytische zinnen (waarin de waarheid voortkomt uit de 'feiten') en synthetische zinnen (die waar worden gemaakt op grond van taalconventies) (Two Dogmas of Empiricism). We hebben dus noch een adequate conceptie van waarop overtuigingen gebaseerd zijn, noch van wat betekenis is.
Na dit foundationalisme te hebben afgedaan als incorrect, betoogt Rorty dat de rol van de filosoof niet meer ligt in het nabootsen van de exacte wetenschappen en hun wetenschappelijke methodes. Rorty noemt de door hem voorgestane vorm van filosoferen dan ook hermeneutisch, d.i., gebaseerd op de kunst van het interpreteren. Wat in de filosofie wordt geïnterpreteerd, is niet de werkelijkheid, maar interpretaties van de werkelijkheid. Hij ontleent aan Hans Georg Gadamer de idee van spel en van interpretatie en herinterpretatie, maar Rorty ontkoppelt zijn hermeneutiek van het bereiken van de waarheid.
Filosofie toont volgens Rorty meer overeenkomst met de letteren dan met de (natuur)wetenschappen. Originaliteit en creativiteit zijn volgens Rorty betere criteria om filosofie te waarderen dan waarheid of objectiviteit. De filosofie is, volgens Rorty, na de teloorgang van stromingen zoals de fenomenologie en de analytische filosofie, rijp voor de herontdekking van het pragmatisme, waarin uitspraken worden beoordeeld op hun consequenties en interpretaties worden vergeleken op hun bruikbaarheid. Rorty wordt wel postmodernist genoemd. Hij noemt zichzelf echter liever postnietzscheaans. Rorty is pragmatischer, nuchterder en toegankelijker dan de Franse postmodernisten.
Filosofie is volgens Rorty niet meer dan een van de vele taalspelen (een geheel van gewoonten, instituties en regels), zoals religie, wetenschap, kunst en politiek. We kunnen niet op logische en methodische wijze vaststellen welke taalspelen geldig zijn. Er zijn volgens Rorty dus geen taalspelen die in staat zijn overstijgende criteria te bepalen waarmee taalspelen beoordeeld kunnen worden. Anders gezegd, is er geen perspectief mogelijk waarmee we boven alle andere perspectieven op de werkelijkheid uitstijgen en waarvan uit we kunnen beoordelen welk perspectief de juiste of ware is. Als het taalspel van de filosofie als kentheorie is verlaten, dan heeft de filosofie geen eigen object meer. De filosoof wordt dan commentator van zijn tijd, iemand die schrijft vanuit de vertrouwdheid met een bepaalde denktraditie. Argumenten functioneren indien die geformuleerd zijn in het gangbare taalspel. Wie buiten de kentheoretische traditie wil argumenteren, moet dus een eigen taalspel ontwikkelen.
Rorty onderscheidt twee soorten van filosofie:
- Systematische filosofie (normale filosofen): Zij houden zich aan de regels van het gangbare taalspel en blijven binnen de kentheoretische traditie in de filosofie. Dat zijn de analytische filosofen. Hun taalspel biedt een zodanig houvast, in de vorm van een gedeelde achtergrond aan uitgangspunten en interesses, dat filosofen systematisch aan bepaalde problemen kunnen werken en daarover theorieën kunnen ontwikkelen.
- Stichtende filosofie (abnormale filosofen): verzetten zich tegen het taalspel als funderende kentheorie en ontwikkelen ook geen systematische filosofie. Stichtende filosofen weten dat uitspraken hun betekenis niet ontlenen aan hun verhouding tot de werkelijkheid, maar aan hun verbinding met andere uitspraken binnen een taalspel.

Filosofen uit de hegeliaanse traditie (zoals Rorty) denken of schrijven niet direct over de werkelijkheid, maar schrijven in hun teksten over de teksten van hun voorgangers en tijdgenoten. Filosofen uit de hegeliaanse traditie beschouwen filosofie als een literaire traditie, waarbinnen men voortdurend commentaar levert op voorgangers. De teksten binnen deze traditie verwijzen niet direct naar de werkelijkheid, maar in eerste instantie naar andere teksten uit de traditie, in tegenstelling tot filosofen uit de kantiaanse traditie die filosofie beschouwen als een zelfstandige discipline met eigen, min of meer tijdloze, problemen betreffende de verhouding tussen denken en werkelijkheid.

### Pragmatisme, waarheid en solidariteit
Rorty verwerpt de correspondentietheorie van de waarheid (waarheid stemt overeen met werkelijkheid). We kunnen volgens Rorty een uitspraak niet rechtstreeks met de werkelijkheid vergelijken, alleen vergelijken met andere concurrerende uitspraken. Waarheid is niet een eigenschap van de werkelijkheid, maar van onze taal. Rorty zoekt aldus geen neutrale waarheidscriteria die geldig zijn voor elk taalspel. Volgens Rorty klopt de coherentietheorie van de waarheid alleen indien we binnen één taalspel blijven en daar uitspraken met elkaar vergelijken, niet indien we de waarheid in het geheel van de taalspelen gaan zoeken. Rorty steunt hiervoor op Thomas Kuhn. Kuhn stelt dat paradigma's zich niet onpartijdig laten vergelijken in de natuurwetenschap. Rorty trekt die stelling door naar de taalspelen (paradigma en taalspel toont grote overeenkomst) en behandelt de natuurwetenschap consequent als maatschappelijk en cultureel fenomeen gelijkwaardig met kunst en politiek.
Rorty meent met John Dewey dat de rechtvaardiging van alle inspanningen, ook filosofische en wetenschappelijke, berust op hun praktische bijdrage aan de samenleving. Daarom is er geen scheiding tussen wetenschap, filosofie en politiek. Het gaat Rorty erom om met verschillende middelen dezelfde doelstellingen te realiseren. Vrije discussies moeten hiervoor de leidraad vormen en alles wat die in de weg staat moet opgeruimd worden (onder meer dus de filosofische waarheidstheorieën). Rorty sluit hier aan bij de latere Wittgenstein.
Het pragmatisme is geen alternatieve waarheidstheorie, het stelt vast dat de term waar gebruikt wordt in die gevallen waarin mensen hun tevredenheid willen uitdrukken over het praktische succes dat met behulp van een bepaalde gedachte is behaald. Het streven naar waarheid, zekere kennis of objectiviteit is niet alleen een illusie, het is ook onwenselijk. Pragmatisme is een keuze voor solidariteit; pragmatisten verdedigen posities louter in termen van het belang van de leden van de gemeenschappen waarvan zij deel uitmaken.

### Wij en het goede
Rorty behandelt het begrip goed op dezelfde manier als waar. Het houdt volgens Rorty geen verwijzing in naar de essentie van de werkelijkheid.
In de fundamentalistische en essentialistische filosofische traditie probeert men voortdurend om achter het alledaags gebruik van termen als waar en goed een zuivere essentie te ontwaren. Die essentie zou dan moeten corresponderen met de werkelijkheid. Rorty kiest voor de burgerlijke westerse ideeën. Veel toonaangevende filosofen van deze eeuw, vooral diegenen die direct door Marx of Nietzsche zijn beïnvloed, hebben zich juist tegen deze ideeën gekeerd.
In zijn ideeën over moraal is Rorty sterk beïnvloed door de Amerikaanse analytisch filosoof Wilfrid Sellars. Volgens Sellars is moraal een kwestie van erkenning van anderen als medeleden van een bepaalde gemeenschap, van de ander als een van ons. Onze moraal strekt zich uit tot degenen met wie wij ons kunnen identificeren. Rorty verzet zich tegen de pogingen van het christendom en de kantiaanse filosofie om de moraal te funderen in het mens-zijn als zodanig. Met wie we ons solidair voelen of wanneer we vinden dat er een morele grens is overtreden, wordt in feite bepaald door min of meer contingente historische omstandigheden.
Rorty gelooft niet in universele solidariteit. Hij gelooft wel dat geleidelijk aan meer groepen mensen tot dezelfde gemeenschap kunnen gaan behoren. Moraal is een kwestie van wij-intenties, het vermogen om anderen te zien als één-van-ons. Dit gevoel wordt het beste overgebracht door de journalisten en de romanschrijvers. Filosofen hebben daarentegen, in navolging van Plato, het christendom en Kant, de neiging om moraal te situeren op het niveau van de mensheid als geheel en de mens als zodanig. Moraal wordt hierdoor meer iets abstracts dan onmiddellijke solidariteit met een van ons.
Men is in de westerse morele traditie gewend te spreken in universalistische termen zoals vrijheid, gelijkheid en mensenrechten. Volgens Rorty moeten we deze begrippen niet universalistisch opvatten, maar als een uitdrukking van wat wij willen dat onze mensen zou toekomen, een vorm van etnocentrisme. Rorty verzet zich tegen de kantiaanse filosofie, zoals die bijvoorbeeld voorkomt bij John Rawls, die in een individu een harde universele en rationele kern onderscheidt van een geheel aan toevallige, particuliere omstandigheden.
Rorty bestrijdt de verwijten van relativisme in zijn filosofie; hij beschouwt zijn eigen filosofie niet als relativistisch. Er zijn wel criteria voor waarheid, maar die zijn alleen mogelijk binnen eenzelfde taalspel. Hij stelt dat relativisme net zo pretentieus is als fundamentalisme.
De eigen moraliteit van de gemeenschap kan volgens Rorty alleen worden afgemeten aan een praktische vergelijking tussen de eigen praktijken en die van andere gemeenschappen, niet aan de standaarden van een moraal die voor alle gemeenschappen geldt.

### Filosofie in dienst van ironie en liberalisme
Rorty onderscheidt twee betekenissen in de filosofie:
- de particuliere betekenis van filosofie als middel voor het reflexieve individu om uiting te geven aan de worsteling met de contingentie van het bestaan;
- de publieke betekenis van filosofie als een van de middelen waarmee de leden van een samenleving communiceren over hun hoop en verwachtingen.

Het eerste is ironie, het besef van de onophefbare contingentie (toevalligheid) van het eigen bestaan. Het tweede is het liberalisme ofwel de hoop van de westerse burgerij. Ironie en liberalisme kunnen niet onder één overkoepelende filosofie samengaan.
De moraal draait volgens Rorty om de wij-intenties van de leden van een bepaalde gemeenschap. Een belangrijk element in Rorty's antifundamentalisme en zijn solidariteitsethos is de contingentiegedachte: het had ook anders kunnen zijn. De werkelijkheid wordt door ons niet gevonden, maar gemaakt.
Er is een spanning tussen een particulier besef van de contingentie van het bestaan en de publieke verplichtingen ten opzichte van de samenleving anderzijds. Volgens Rorty moeten we deze van elkaar scheiden.
Ironie is het besef van de contingentie van het eigen bestaan. Ironici worstelen met het besef dat het bestaan geen eigen kern heeft, maar afhangt van omstandigheden waar ze geen vat op hebben. Rorty interpreteert het werk van denkers en literatoren als Charles Baudelaire, Martin Heidegger, Søren Kierkegaard, Michel Foucault, Vladimir Nabokov, Friedrich Nietzsche, Marcel Proust als de neerslag van die worsteling; ze creëren een eigen vocabulaire, een eigen identiteit.
Daarnaast onderscheidt Rorty auteurs die zich bezighouden met publieke regels, zoals John Dewey (vooruitgang), Karl Marx (socialisme), Jürgen Habermas (rationele samenleving), John Stuart Mill (nut en vrijheid), George Orwell (gevaar van totalitarisme) en John Rawls (samenleving met een rechtvaardige grondstructuur): deze doen een beroep op onze solidariteit; zij schrijven in dienst van maatschappelijke doelstellingen.
Ironie en solidariteit kunnen volgens Rorty echter principieel niet met elkaar verzoend worden. Rorty's liberale utopia is een cultuur die doortrokken is van het besef van contingentie. Individuen hebben daarin de ruimte om autonoom te zijn en toch solidair en publieke spelregels zijn niet vaststaand maar veranderlijk.

## Selectieve Bibliografie
- Philosophy and the Mirror of Nature. Princeton: Princeton University Press, 1979. ISBN
- Consequences of Pragmatism. Minneapolis: University of Minnesota Press, 1982. ISBN
- (ed. with J. B. Schneewind and Quentin Skinner) Philosophy in History. Cambridge: Cambridge University Press, 1985.
- Contingency, irony, and solidarity. Cambridge: Cambridge University Press, 1989. ISBN 978-0-521-35381-6
- Objectivity, Relativism and Truth: Philosophical Papers I. Cambridge: Cambridge University Press, 1991. ISBN
- Essays on Heidegger and Others: Philosophical Papers II. Cambridge: Cambridge University Press, 1991. ISBN
- Achieving Our Country: Leftist Thought in Twentieth Century America. Cambridge, MA: Harvard University Press, 1998. ISBN
- Truth and Progress: Philosophical Papers III. Cambridge: Cambridge University Press, 1998. ISBN
- Philosophy and Social Hope. New York: Penguin, 2000. ISBN
- Against Bosses, Against Oligarchies: A Conversation with Richard Rorty. Chicago: Prickly Paradigm Press, 2002. ISBN
- The Future of Religion with Gianni Vattimo Ed. Santiago Zabala. Columbia: Columbia University Press, 2005. ISBN
- Philosophy as Cultural Politics: Philosophical Papers IV. Cambridge: Cambridge University Press, 2007.